# آریتی
آریتی یا بندانگشتی که با عنوان اصلی آریتی قرض‌گیر (ژاپنی: 借りぐらしのアリエッティ هپبورن: Kari-gurashi no Arietti) و در آمریکای شمالی تحت عنوان دنیای مخفی آریتی (به انگلیسی: The Secret World of Arrietty) نیز شناخته می‌شود، یک فیلم پویانمایی ژاپنی محصول سال ۲۰۱۰ در ژانر فانتزی است که کارگردانی آن را هیروماسا یونه‌بایاشی و نویسندگی آن را هایائو میازاکی و کیکو نیوا بر عهده داشته‌اند و استودیو جیبوری آن را تهیه کرده‌است. این فیلم بر اساس رمان قرض‌کنندگان به قلم ماری نورتن ساخته شده‌است. این فیلم از صداگذاری میرائی شیدا به‌جای شخصیت اصلی، ریونوسوکه کامیکی به‌جای شو و تاتسویا فوجیوارا به جای اسپیلر بهره می‌برد.
استودیو جیبوری این فیلم را در اواخر سال ۲۰۰۹ معرفی کرد. هیروماسا یونه‌بایاشی نیز اولین تجربهٔ کارگردانی خود را با این فیلم به عنوان جوان‌ترین کارگردان یکی از فیلم‌های جیبوری رقم زد. میازاکی به عنوان یک طرح‌ریز توسعه‌محور بر تولید محصول نظارت داشت. انتخاب صداپیشگان در آوریل ۲۰۱۰ انجام شد و سسیل کوربل موسیقی متن فیلم را به‌علاوهٔ آهنگ اصلی آن نوشت.
آریتی که در ۱۷ ژوئیهٔ ۲۰۱۰ در ژاپن به نمایش درآمد، نقدهای بسیار مثبتی دریافت کرد که تمام آن‌ها از انیمیشن و موسیقی تمجید کرده بودند. همچنین به پرفروش‌ترین فیلم ژاپنی در جدول فروش فیلم‌های ژاپن در سال ۲۰۱۰ تبدیل شد، و درآمد آن به ۱۴۵ میلیون دلار در سراسر دنیا رسید. آریتی در ۳۴امین جایزهٔ آکادمی ژاپن موفق به دریافت جایزهٔ پویانمایی سال شد. دو نسخهٔ انگلیسی‌زبان از فیلم تهیه شد؛ یک دوبلهٔ انگلیسی را استودیوکانال تهیه کرد که در بریتانیا در ۲۹ ژوئیهٔ ۲۰۱۱ به نمایش درآمد که اولین فیلم تام هالند است و یک دوبلهٔ آمریکایی را والت دیزنی پیکچرز عرضه کرد که در تاریخ ۱۷ فوریهٔ ۲۰۱۲ در آمریکای شمالی پخش شد.

## داستان
این فیلم، داستان آریتی، یک وام‌گیر جوان، را بازگو می‌کند که در خانواده‌ای نوعی روزگار می‌گذراند. او در نهایت با شو، یک پسر انسانی با یک مشکل قلبی از زمان تولدش، دوست می‌شود. شو با خالهٔ بزرگ خود، ساداکو، زندگی می‌کند. هنگامی که خدمتکار ساداکو، هارو، نسبت به سر و صداهای تخته‌های خانه مشکوک می‌شود، آریتی و خانواده‌اش ناگزیر می‌شوند، برای جلوگیری از پیداشدن‌شان فرار کند؛ حتی اگر این کار به معنی ترک‌کردن خانهٔ دوست‌داشتنی‌شان باشد.

## صداپیشگان
| شخصیت       | صداپیشگان نسخه ژاپنی | صداپیشگان نسخه بریتانیایی | صداپیشگان نسخه آمریکایی |
| ----------- | -------------------- | ------------------------- | ----------------------- |
| اریتی       | میرائی شیدا          | سورشا رونان               | بریجیت مندلر            |
| شو          | ریونوسوکه کامیکی     | تام هالند                 | دیوید هنری              |
| هومیلی      | شینوبو اوتاکه        | الیویا کلمن               | ایمی پولر               |
| ساداکو ماکی | کئیکو تاکشیتا        | فیلیدا لاو                | گراسی پولت              |
| اسپیلر      | تاتسویا فوجیوارا     | لوک آلن گال               | مویسس آریاس             |
| پاد         | توموکازو میورا       | مارک استرانگ              | ویل آرنت                |
| هارو        | کیرین کیکی           | جرادلین مک ایوان          | کارول برنت              |

## جوایز
| سال  | جایزه                                  | دسته‌بندی | نتیجه    |
| ---- | -------------------------------------- | --- | -------- |
| ۲۰۱۱ | جایزه آکادمی ژاپن                      | بهترین پویانمایی سال | پیروز    |
| ۲۰۱۱ | جوایز انجمن منتقدان فیلم شیکاگو        | بهترین پویانمایی سال | نامزدشده |
| ۲۰۱۱ | چهاردهمین مراسم جوایز گوجه فرنگی طلایی | بهترین فیلم پویانمایی | پیروز    |
| ۲۰۱۱ | شانزدهمین مراسم جوایز فیلم آنلاین      | بهترین فیلم پویانمایی | نامزدشده |
| ۲۰۱۱ | جوایزه انیمه توکیو                     | بهترین فیلم پویانمایی | پیروز    |
| ۲۰۱۱ | جایزه تریلر طلایی                      | بهترین فیلم پویانمایی | پیروز    |
| ۲۰۱۱ | جایزه تریلر طلایی                      | بهترین پویانمایی خانوادگی | پیروز    |
| ۲۰۱۱ | جایزه تریلر طلایی                      | بهترین صداگذاری (صداپیشگان استودیوکانال: سورشا رونان، تام هالند، الیویا کلمن، فیلیدا لاو، لوک آلن گال، مارک استرانگ، جرادلین مک ایوان) | پیروز    |